# フアン・カスティージョ (2000年生のサッカー選手)
フアン・カルロス・ファミリア＝カスティージョ（Juan Carlos Familia-Castillo、2000年1月13日 - ）は、オランダ・アムステルダム出身のサッカー選手。RKCヴァールヴァイクに所属している。ポジションはDF。